# Поло

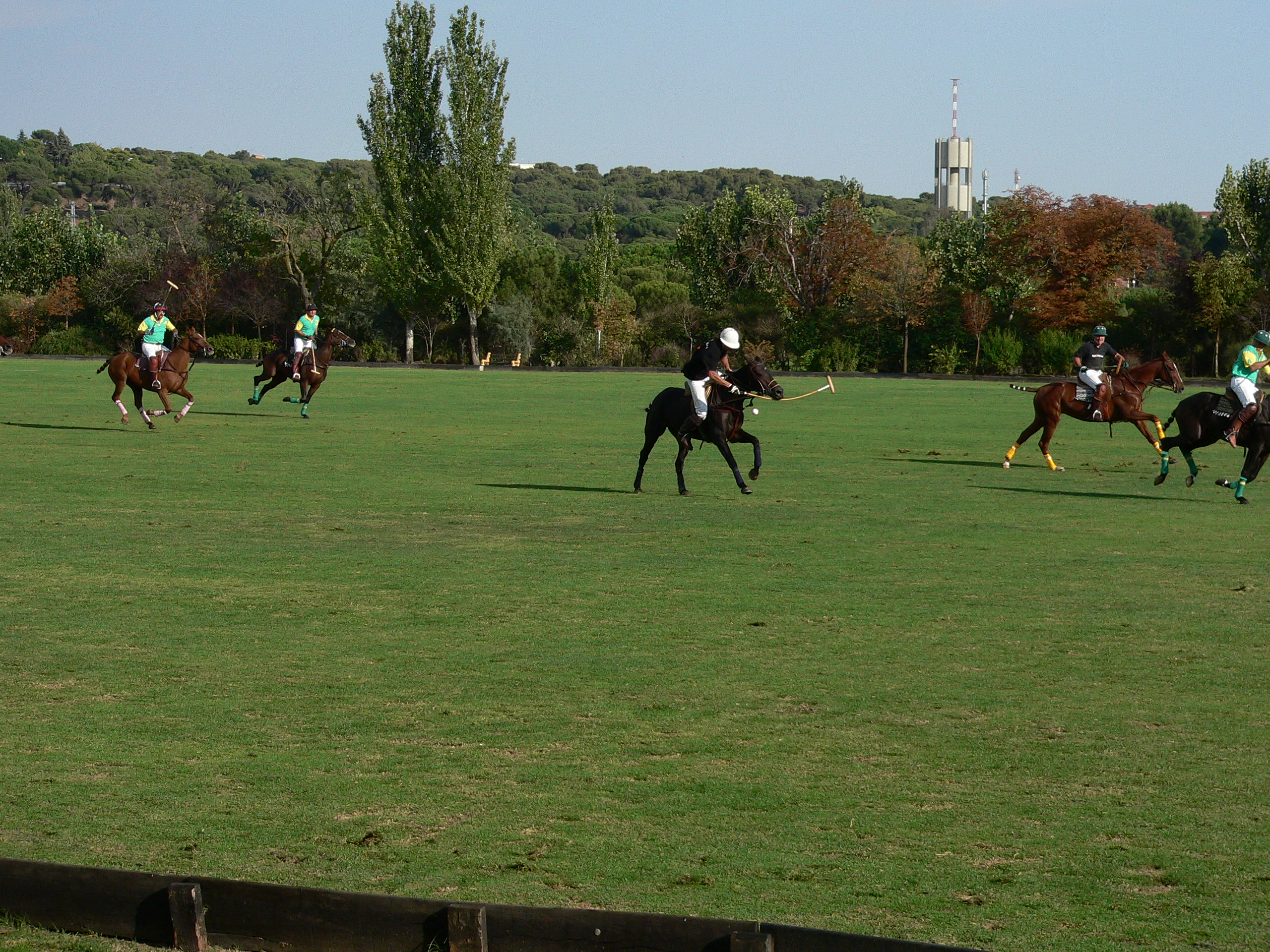
Гра в поло

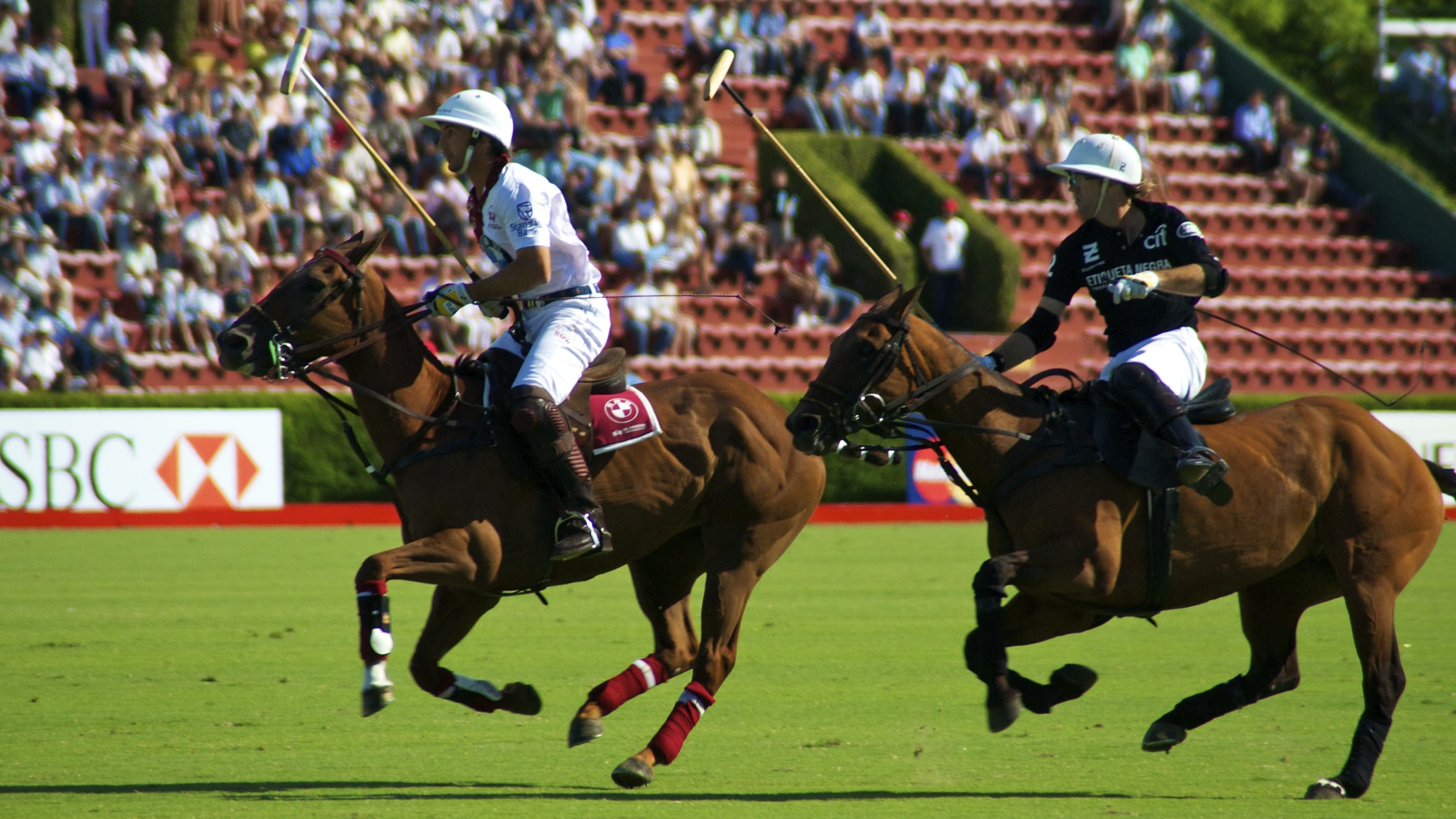
Чемпіонат Polo в Аргентині

Поло (через англ. polo від балті-інд. پولو — «м'яч») — командний вид спорту на конях в якому метою є забити гол у ворота протилежної команди. У сучасному вигляді гра відроджена англійськими військовослужбовцями в Індії.
Метою гри є забити гол у ворота протилежної команди. Команда складається з чотирьох осіб. Розмір поля — 300 ярдів (274,2 метра) в довжину і 150—160 ярдів (137,1-146,2 метра) в ширину (за площею це приблизно 5-6 футбольних полів). Діаметр м'яча для гри на відкритому повітрі 3 ¼ дюйма (8.3 сантиметри), вага — чотири унції (113,4 грама). М'яч може бути пластиковий, дерев'яний чи наповнений повітрям як меленький футбольний м'яч. Клюшка традиційно виготовляється з бамбука або вербових прутів. Для гри вирощують і тренують спеціальні породи поні.
Матч складається з періодів, так званих Чакко (англ. chukka), тривалість періоду — 7 хвилин. Матч, в залежності від правил конкретного змагання може складатися з 4, 6, або 8 періодів. Найпопулярніший варіант з 6 періодів. Професійно в поло грають у 16 країнах світу, а як активний спорт поло грається в 77 країнах. У різних країнах, правила гри і вимоги до знаряддя трохи відрізняються.

## Історія походження гри
Вперше гра була продемонстрована в середині V століття в Туреччині і називалася Човган-поло. Гра стала дуже популярна серед країн Середньої Азії, так як специфіка клімату змушувала практично будь-якого чоловіка цих країн бути відмінним наїзником, і як наслідок вид спорту обов'язково повинен був бути пов'язаний з кіньми. Також саме клімат зіграв важливу складову в підборі правил і стратегії гри: виснажлива спека змушувала підібрати такі умови гри, в яких гравцям не доводилося б багато ворушиться, рясно потіти і перегріватися, оскільки це загрожувало гравцям захворіти на одну з близько півтора десятків хвороб в тих суворих місцях, які в результаті з обмеженою медициною закінчувалися б летальним результатом.
У XII під час хрестових походів на окупованих землях англійський тевтонський орден запримітив цю саму гру, в яку активно грало місцеве населення у вільний час, після чого основні правила і методики були перевезені до Англії. Англійські аристократи були по справжньому приголомшені даною грою, так як вона підходила ідеально для помпезно вирядженої знаті, яка хотіла розважатися за допомогою спорту, але не бажала особливо фізично перенапружуватися. Саме тоді й зародилося звичне для нашого часу кінне Поло з усією його специфікою, тонкощами і елегантністю. Втім в ті часи гра в Поло була більш граціозна і менш рухлива, так як одяг того часу не дозволяв проводити багато фізично активних рухів, а великі породи коней, які в той час були популярні в Англії, не могли маневрувати на належному рівні

## Історія розвитку гри
Щоб було зручніше грати в Поло, місцеві об'їждчики Туманного Альбіону почали розводити спеціальну породу низькорослих коней — поні. Маленькі коні мали більшу маневреність, завдяки чому обмежені поля для гри в Англії могли дати можливість гравцям краще відчути гру. Адже гра в поло в Середній Азії була на більш великих полях, так як гра проводилася в степу. Втім, у поні була одна особливість — швидко скакати вони не вміли. Це знову ж таки обмежувало стратегію гри, адже ігрове поле має 300 ярдів в довжину і 160 у ширину (по площі це приблизно 5-6 стандартних футбольних полів). І долати такі відстані протягом 6-8 періодів по 7 хвилин кожен, ще й з гравцем в сідлі, звичайна поні не може. Тому, пізніше почали вирощувати спеціальну породу коней-поні, які були невеликими (трохи більше ніж звичайні поні), але при цьому витривалі майже як арабські скакуни. Це зробило гру більш активною, швидкою та цікавою.

### Правила гри

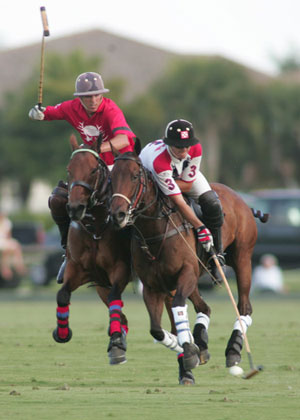
Гравці у поло сперечаються за м'яч

Правила гри у поло написані та застосовуються, щоб забезпечити заходи безпеки як гравців, так і коней. Ці правила запроваджуються у гру суддями, які сигналять свистком у разі виникнення порушення. Стратегія гри у поло базується на «лінії м'яча» («line of the ball»), це уявна лінія показує траєкторію руху м'яча яка виникає на полі, коли м'яч рухається по полю. «Лінія м'яча» означає для гравців правила безпечного наближення до м'яча. «Лінія м'яча» змінюється кожного разу, як м'яч змінює напрямок руху. Гравець, який вдарив по м'ячу зазвичай має право пріоритетного проїзду (the right of way), а інші гравці не можуть перетинати лінію м'яча перед цим гравцем. Коли гравці наближаються до м'яча, вони їдуть з будь-якої сторони від лінії м'яча даючи кожному доступ до м'яча. Гравець може перетинати лінію м'яча, коли це не створює небезпечної ситуації. Здебільшого фоли та штрафні удари стосуються гравців, що неправильно перетнули лінію м'яча або порушили «право пріоритетного проїзду». Коли гравець має лінію м'яча праворуч від себе, він має право пріоритетного проїзду.
Гравець що захищається, має різні можливості заволодіти м'ячем. Він може виштовхати опонента за лінію або перехопити м'яч у опонента. Одна з найпопулярніша захисна дія називається «гачкування» («hooking»). У той час коли один гравець робить замах, щоб вдарити по м'ячу, його опонент може блокувати удар використовуючи свою клюшку, щоб загачкувати клюшку гравця, який намагається вдарити по м'ячу. Гравець може «гачкувати», тільки коли він знаходиться з того боку з якого має здійснитися удар або безпосередньо позаду опонента. Гравець не може навмисне торкатись клюшкою іншого гравця, його збруї або коня. Небезпечне «гачкування» є порушенням, яке веде до пенальті. Наприклад, є порушенням намагатись «гачкувати» через коня опонента.
Ще одна основна захисна дія називається «the bump» або «ride-off» (райд-офф). Райд-офф — це коли один гравець виштовхує іншого гравця за лінію м'яча, здійснюючи контакт «плече-в-плече» з конем іншого гравця. Ця дія подібна до силового прийому у хокеї. Під час райд-офф, гравець спрямовує свого коня поряд з суперником таким чином, щоб відштовхнути його від м'яча, або завадити йому зіграти. Це мусить бути виконано належним чином, так щоб не призвело до травмувань гравців та коней. Кут контакту мусить бути безпечним і не повинен збивати коней з рівноваги або чинити шкоду коням будь-яким шляхом. Два гравці які прямують «лінією м'яча» та виконують дію «райд-офф» один проти одного, мають «право пріоритетного проїзду» перед гравцем, який наближується з будь-якого напрямку.
Як у хокеї або баскетболі, фолами називаються потенційно небезпечні дії, що порушують правила гри. Є різні ступені небезпечних та неправильних дій і штрафні удари призначаються залежно від тяжкості фолу та місця на полі, де фол був зроблений. Білі лінії на полі визначають де здійснюються пенальті посередині поля, на шістдесяти, на сорока та на тридцяти ярдах.
Офіційний перелік правил та пояснень до них переглядаються та публікуються кожного року асоціацією поло кожної країни. Більшість невеликих асоціацій використовують правила національного керуючого органу поло у Великий Британії (Hurlingham Polo Association).

### Коні для поло

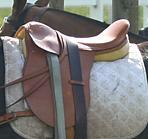
Сідло для поло

Коней, що використовують у поло, називають «поло-поні» (polo pony), хоча термін «поні» виключно традиційний: насправді кінь у поло є повнорозмірним конем. Вони бувають від 14,2 до 16 хендів (близько 144—162 см) заввишки і важать 900—1100 фунтів (400—500 кілограмів). Поло-поні ретельно відбираються для миттєвого набору швидкості, витривалості, кмітливості та маневровості. Темперамент є вирішальним; кінь має залишатись відповідальним під тиском та не ставати збудженим або важкокерованим. Серед поло-поні є багато високопородистих коней (thoroughbred) або їх помісей.
Поло поні треновані таким чином, щоб ними можна було керувати тримаючи віжки однією рукою, а також щоб вони слухались ніг та зміщення ваги вершника для руху уперед, повороту і зупинки. Добре тренований кінь нестиме вершника плавно і швидко до м'яча і може рахуватись як 60-75 відсотків здатності вершника та загальної вартості його команди.
Тренування коня для поло здебільшого починається у три роки і триває приблизно від шести місяців до двох років. Більшість коней досягає фізичної зрілості приблизно у п'ять років і поні стає до піку атлетизму і тренованості приблизно у шість-сім років. У будь-якому разі, при відсутності травм, поні можуть мати здатність грати до вісімнадцяти-двадцяти років.
Кожен гравець мусить мати більше ніж одного поні, щоб зморений кінь міг бути замінений на свіжого під час перерви або навіть впродовж періоду (період у поло зветься «чакер» або «чака»; chukker, chukka). Залежно від рівня змагань гравець потребує від двох до чотирьох або і більшу кількість поні.

### Гравці
Кожна команда складається з чотирьох гравців і може бути мішаною, тобто містити як чоловіків, так і жінок.
Кожна позиція назначена гравцю має певні обов'язки:
- «Номер 1» — найбільша спрямована на атаку позиція на полі. Позиція номер Один загалом охоплює позицію номер Чотири команди супротивника.
- Номер 2 грає важливу роль в атаці, або басувати і забивати самому або віддавати пас Номеру Першому і займати позицію позаду нього. Захищаючись, номер Два буде перекривати ворожого гравця номер Три, зазвичай найкращого з команди супротивника. Враховуючи труднощі цієї позиції, нерідко на ній грає найкращий гравець команди (якщо в команді є інший сильний гравець для позиції номер Три).
- Номер 3 — тактичний лідер команди, він повинен мати потужний удар, щоб передавати м'яч гравцям номер Два і номер Три, а також здатний запровадити міцну оборону. Найкращий гравець команди є звичайно гравцем номер Три і зазвичай має найвищий гандикап.
- Номер 4 є в першу чергу захисним гравцем. Він може грати по всьому полі, але зазвичай намагається запобігти голу. Спрямованість гравця Номер Чотири на захист, дозволяє гравцю Номер Три діяти більше у нападі, знаючи, що у разі втрати м'яча він буде підстрахований.

### Знаряддя

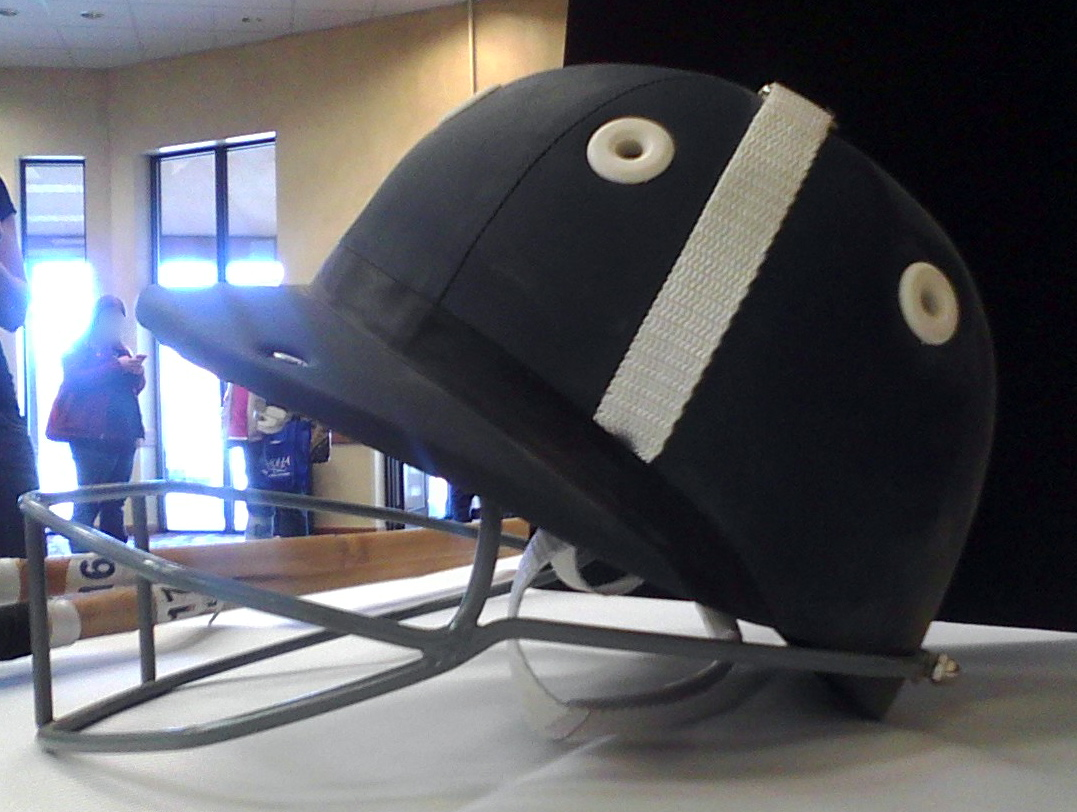
Шолом с захистом для лиця

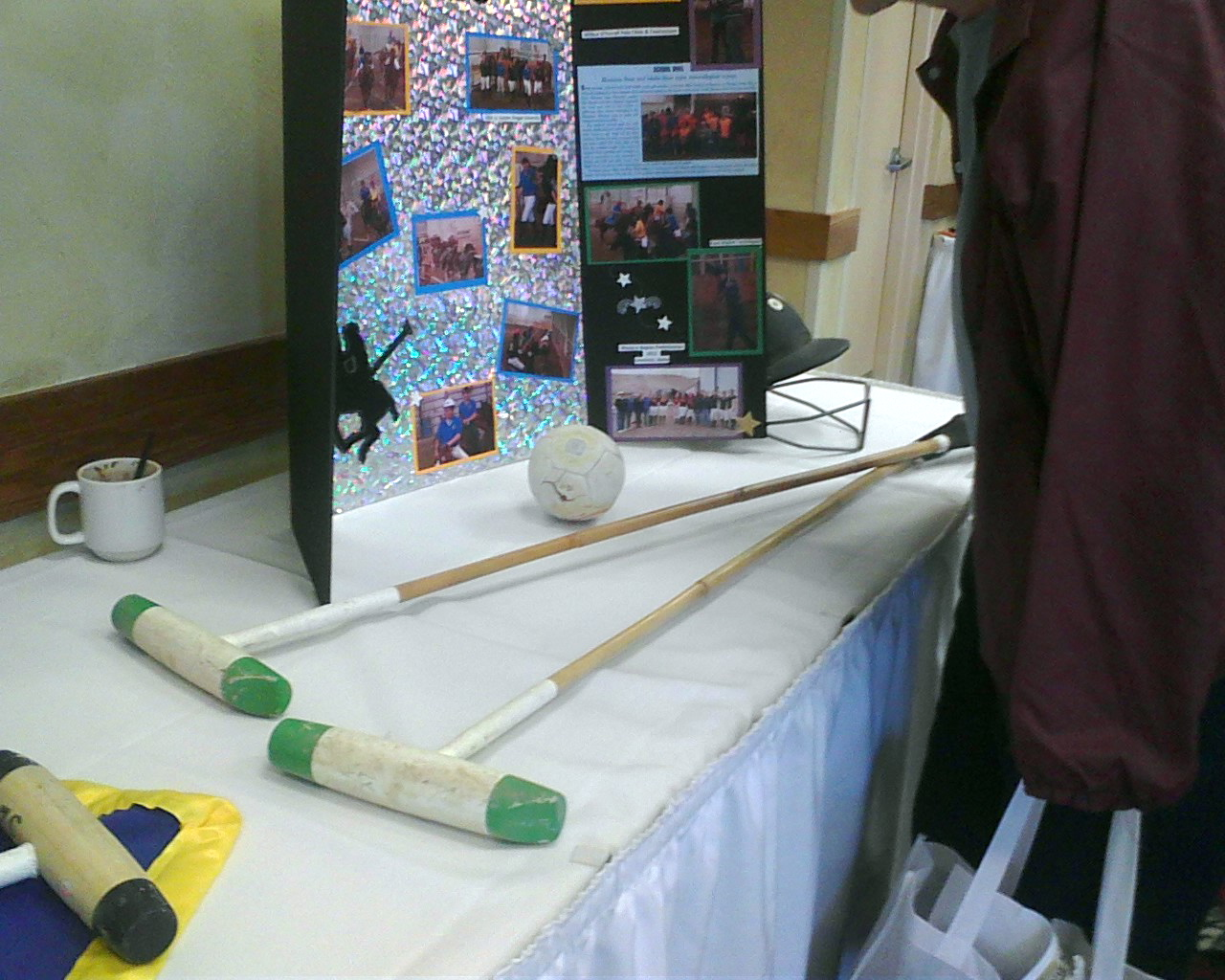
Колотівки і м'яч для поло

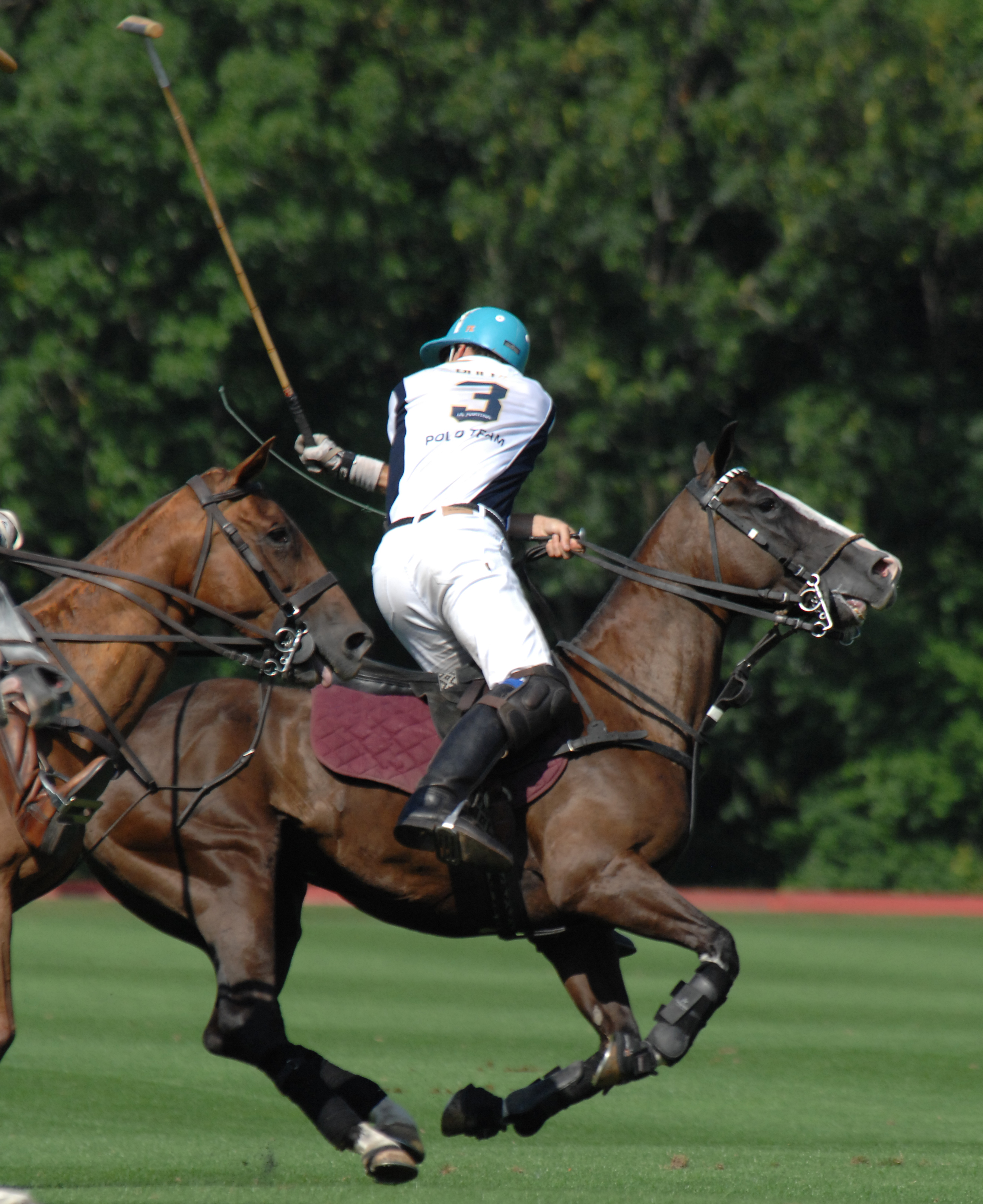
Чоботи з наколінниками та подвійні поводи

Основним одягом гравця в поло є захисний шолом для вершників, чоботи для верхової їзди, білі штани (часто звичайні джинси) і кольорова сорочка з номером позиції гравця. Додаткове обладнання, може включати одну або дві рукавички, бандаж на зап'ястку, наколінники, шпори, захисну маску і хлист. Але, наприклад, правила Асоціації Поло Сполучених Штатів (USPA) вимагають, як обов'язкове з усього захисного знаряддя, лише захисний шолом з ремінцем для підборіддя.
Для поло на відкритому полі м'яч роблять з ударостійкого пластику, але колись робили з коренів бамбука або верби. Його розмір становить від 3 до 3,5 дюймів (7,6-8,9 см) у діаметрі і вага мусить бути від 3,5 до 4,75 унції (100—135 грамів). М'яч для поло на арені роблять покритим шкірою і надувним. У діаметрі він дорівнює 4,5 дюймам (11 см).
Колотівка для поло має обмотану гумою рукоятку з ремінцем-темляком. Держак виробляють переважно з ротанґа (manau-cane) або з композитних матеріалів. Бойок роблять з твердої деревини, здебільшого з дерева типуани (tipa wood). Довжина бойка приблизно 9,25 дюйма і вага від 160 до 240 грамів, залежно від форми та сорту деревини. Довжина всієї колотівки становить від 50 до 53 дюймів або 127—135 см (іноді 119—137 см). У різних країнах колотівку називають по різному: у Сполучених Штатах — «mallet», у Великій Британії — «polo stick», в Аргентині — «taco». Сідла у поло здебільшого англійського типу, схожі на сідла для стрибків. У поло використовуються подвійні поводи для більш точної передачі сигналів.

### Поле для поло
Повнорозмірне поле для гри мусить бути 300 ярдів (275 метра) у довжину та 160 ярдів (145 метрів) у ширину якщо бокові краї поля мають бортики. Якщо бортиків немає, то ширина поля становить 200 ярдів (183 метри). Бортики мусять бути не вище ніж 11 дюймів (28 сантиметрів). Ворота у поло це два стовпи на відстані 8 ярдів (7,3 метри), зорієнтовані посередині відповідних країв поля. Висота стовпів повинна бути не менше ніж 10 футів (3 метри). Найменша довжина поля може бути 250 ярдів (230 метрів). Поверхня поля для поло потребує прискіпливого і постійного обслуговування ґрунту щоб підтримувати поле у доброму ігровому стані. Впродовж середньої перерви у матчі, глядачі запрошуються вийти на поле щоб взяти участь у традиції під назвою «утоптування дерену» («divot stamping»). Ця традиція була розвинута не тільки для того щоб прибрати горбочки на землі, що були нариті кінськими копитами, але також заохотити глядачів до нагоди походити та поспілкуватись.
Крім гри на конях існують також різновидності поло на слонах, а також на інших тваринах і механічних засобах пересування.